# Lola Falana
Lola Falana (Camden, 1942. szeptember 11. –) amerikai énekesnő, táncosnő, színésznő.

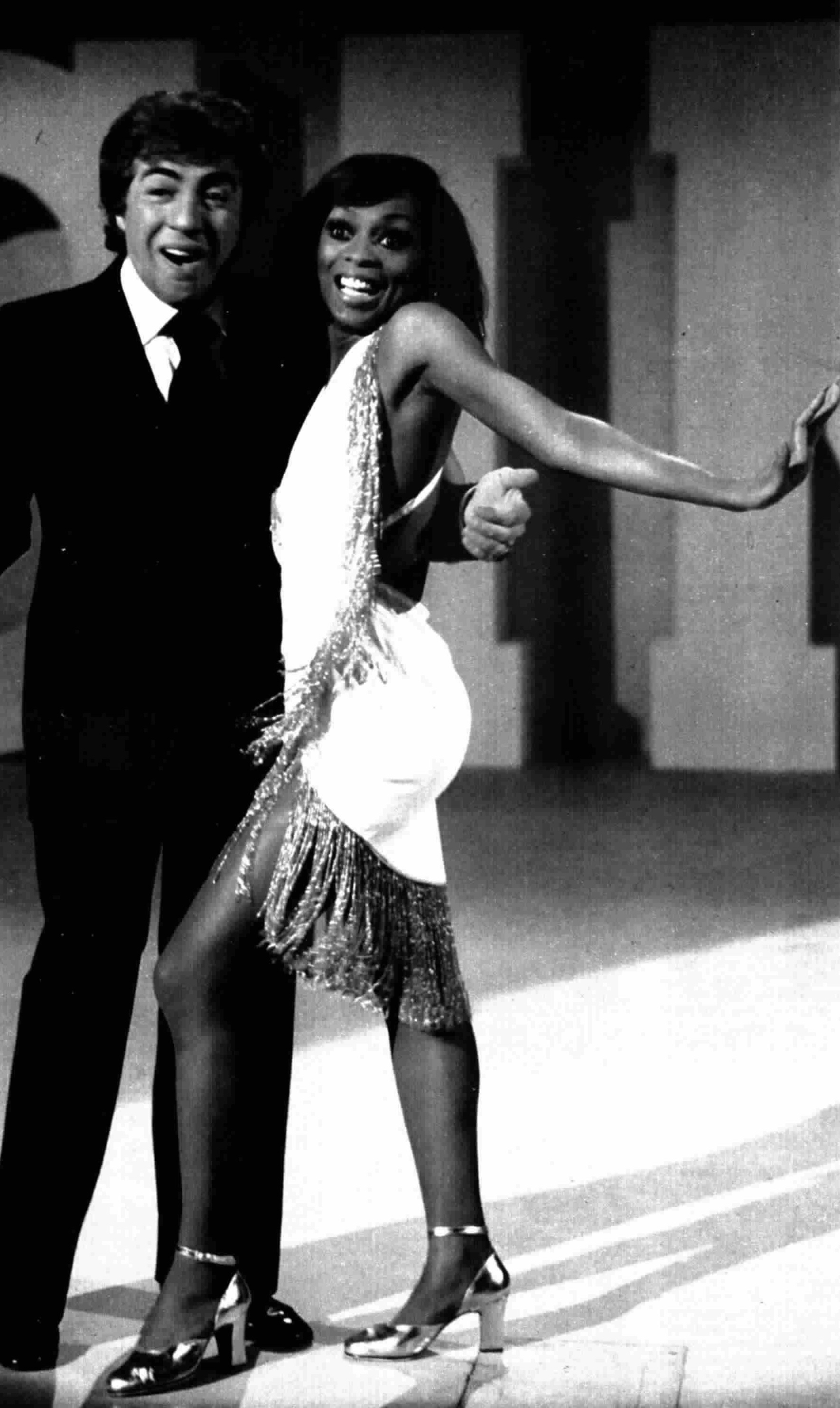
Gino Bramieri és Lola Falana

## Pályafutása
A New Jersey állambeli Camdenben született. Hatan voltak testvérek, ő volt a harmadik. Afro-kubai apja hegesztő volt, anyja varrónő. Három éves korában a kislány már táncolt, öt évesen pedig a templom kórusában énekelt. 1952-ben a család Philadelphiába költözött. Loletha középiskolás korában – édesanyja kíséretével – már szórakozóhelyeken táncolt. Szülei tiltása ellenére néhány hónappal az érettségi előtt otthagyta a középiskolát és New Yorkba költözött. 1958-ban – tizenhat évesen – Dinah Washington éjszakai klubjában lépett fel. A tánckarban volt Atlantic City-ben. A blues királynőjének nevezett Dinah Washington nagy hatással volt karrierjének előmozdításában.
Sammy Davis Jr. fedezte fel, és vezető szerepet adott neki egy 1964-es Broadway-musicalben, az Aranyifjúban (Golden Boy). 1965-1968 között viszonya volt Sammy Davis Jr.-ral.
Énekelni 1964-ben kezdett. Első kislemezét, a „My Baby”-t 1965-ben adta ki a Mercury Records.
1966-tól az olasz televízió és a mozi sztárja lett. Miközben három spagettiwestern-filmben játszott, tökéletesen megtanult olaszul. Szombat esti tévé showjában a sztár Mina énekesnővel szerepelt. 1969-ben végetért szerelmi kapcsolata Sammy Davis Jr.-ral. Az első fekete nő volt, aki a Faberge „Tigress” parfümének reklámarca leketett. Megtalálta a Playboy is.
1970-ben a „The Liberation of L.B. Jones” című filmszerepért Golden Globe-díjra jelölték.
Az amerikai tévénézők az 1970-es évek elején ismerkedtek meg vele. Gyakran szerepelt a Joey Bishop Show-ban és a The Hollywood Palace-ban. Az 1970-es évek végére „Las Vegas királynője” lett. A Las Vegas-i The Aladdin húsz héten át heti 100 000 dollárt fizetett neki a fellépéseiért. Abban az időben a Falana volt a legjobban fizetett női előadó Las Vegasban.
1987-ben sclerosis multiplexben betegedett meg, majd agyvérzést kapott. Bal oldala megbénult, részlegesen megvakult, hangja és hallása is károsodott. Gyógyulása másfél évig tartott, ezalatt az idő nagy részét imádkozással töltötte. Csodálatos felgyógyulását spirituális élményének tulajdonította. 1988-ban áttért a római katolikus hitre és belevetette magát a mindennapi életbe. 1996-ban egy újabb sclerosis multiplex roham után visszatért Philadelphiába.

## Lemezei
→ 

## Játékfilmek
- A Man Called Adam (1966)
- I'll Try Tonight (1967)
- Lola Colt (1967)
- When I Say That I Love You (1967)
- The Liberation of L.B. Jones (1970)
- The Klansman (1974)
- Lady Cocoa (1975)
- Mad About You (1990)
- Mary's Land (2013)

### Televízió
- Sabato sera (1967)
- The Flip Wilson Show, Season 1, Episode 8 (1970)
- Teatro Dieci (1971)
- The New Bill Cosby Show (1972–1973)
- Hai visto mai? (1973)
- The Streets of San Francisco: „A String of Puppets” epizód  (1974)
- Ben Vereen... Comin' at Ya (1975) (4 epizód)
- Lola (1975)
- The Lola Falana Show, four variety specials on ABC (January – March 1976)
- The Love Boat, Season 2, Episodes 1 and 2 (1978)
- Liberace: Valentine's Day Special (1979)
- Muppet Show, Season 4, Episode 11 (1979)
- Fantasy Island, „Spending Spree”, Season 2, Episode 19 (1979)
- Lola, Lola y Lollo (1982)
- Made in Italy (1982)
- Capitol (1984–1986)

## Díjak
- Theatre World Award (1975)

## További információ
- Lola Falana a Facebookon
- Lola Falana a PORT.hu-n (magyarul)
- Lola Falana az Internetes Szinkronadatbázisban (magyarul)
- Lola Falana az Internet Movie Database-ben (angolul)
- Lola Falana a Rotten Tomatoeson (angolul)